# N.EX.T Concert Album - The First Fan Service
《N.EX.T Concert Album》은 대한민국의 록 밴드 N.EX.T의 라이브 실황앨범이다. 부제는 'The First Fan Service'와 유일하게 수록된 신곡의 제목인 'R. U. READY?'이다. 1997년 연말에 넥스트가 공식적으로 해체되면서 2004년 밴드가 재결성되기 전까지 넥스트의 마지막 라이브 앨범이 되었다.

## 앨범
1997년 4월 18일부터 20일까지 열었던 서울공연과 같은 해 5월 11일 전북대 노천극장에서의 콘서트 실황을 수록한 라이브 앨범으로, 넥스트의 히트곡과 에릭 클랩튼의 〈Wonderful Tonight〉, 반 헤일런의 〈Jump〉, 김영석이 작곡한 가수 이지훈의 데뷔곡 〈왜 하늘은〉 등 넥스트 음악이 아닌 곡의 라이브도 포함되었다.
2006년에는 새로운 멤버들과 이 당시 멤버들이 모두 참여하여 후속 시리즈라 할 수 있는《The 2nd fan service: Regame?》앨범을 발매했는데, 라이브 앨범이 아닌 신해철이 만들었던 기존의 여러곡들을 오케스트라와 같이 다시 녹음하는 방식으로 제작됐다.

## 수록곡
| #             | 제목                                      | 작사          | 작곡                                 | 재생 시간 |
| ------------- | ----------------------------------------- | ------------- | ------------------------------------ | --------- |
| 1.            | 〈R. U. READY?〉                          | 신해철        | 신해철                               | 5:04      |
| 2.            | 〈The Ocean〉                             | 신해철        | 신해철                               | 9:52      |
| 3.            | 〈Hope〉                                  | 신해철        | 신해철, 김세황                       | 3:57      |
| 4.            | 〈날아라 병아리〉                         | 신해철        | 신해철                               | 5:33      |
| 5.            | 〈Komerican Blues〉                       | 신해철        | 신해철                               | 5:01      |
| 6.            | 〈아리랑〉                                |               |                                      | 5:59      |
| 7.            | 〈Guitar solo + Messiah will come again〉 |               | 로이 부캐넌(Messiah will come again) | 8:09      |
| 8.            | 〈Money〉                                 | 신해철        | 신해철, 김세황                       | 5:25      |
| 총 재생 시간: | 총 재생 시간:                             | 총 재생 시간: | 총 재생 시간:                        | 48:52     |

| #             | 제목                                  | 작사                                                    | 작곡                                                    | 재생 시간 |
| ------------- | ------------------------------------- | ------------------------------------------------------- | ------------------------------------------------------- | --------- |
| 1.            | 〈나는 쓰레기야 + The Age of No God〉 | 신해철                                                  | 신해철                                                  | 4:28      |
| 2.            | 〈Venus + Funky Town〉                | Robbie van Leeuwen(Venus), Steven Greenberg(Funky Town) | Robbie van Leeuwen(Venus), Steven Greenberg(Funky Town) | 7:55      |
| 3.            | 〈Jump〉                              | 데이빗 리 로스                                          | 에디 반 헤일런                                          | 5:02      |
| 4.            | 〈왜 하늘은〉                         | 이재경                                                  | 김영석                                                  | 5:18      |
| 5.            | 〈Wonderful Tonight〉                 | 에릭 클랩튼                                             | 에릭 클랩튼                                             | 4:35      |
| 6.            | 〈도시인〉                            | 신해철                                                  | 신해철                                                  | 8:18      |
| 7.            | 〈잠시수다〉                          |                                                         |                                                         | 1:23      |
| 8.            | 〈영원히〉                            | 신해철                                                  | 신해철                                                  | 5:24      |
| 9.            | 〈Here, I stand for you〉             | 신해철                                                  | 신해철                                                  | 6:05      |
| 10.           | 〈R. U. READY?〉 (Remix)              | 신해철                                                  | 신해철                                                  | 5:01      |
| 총 재생 시간: | 총 재생 시간:                         | 총 재생 시간:                                           | 총 재생 시간:                                           | 53:26     |

## 참여
이 목록은 해당 앨범의 부클릿 〈staff〉목록에서 발췌하였다.
| 넥스트 - 신해철 - 프로듀서, 이그제큐티브 프로듀서, 보컬, 리듬 기타(아리랑, 영원히), 드럼(Wonderful Tonight), 베이스 기타(마징가Z) - 김세황 - 리드/리듬 기타, 전기 시타르, 백 보컬, 보컬(Jump), 드럼(마징가Z) - 김영석 - 베이스, 백 보컬, 보컬(마징가Z, 왜 하늘은) - 이수용 - 드럼, 리드 기타(마징가Z), 보컬(Wonderful Tonight) 참여 음악인/게스트 - 김유성 - 신시사이저, 리듬기타 - 장기순 - 신시사이저, 피아노, 오르간 - 남궁연 - 타악기, 스페셜 댄스 - 민영치, 장재효, 김응식, 이봉훈 - 사물놀이 무대 스탭 - 최광일(두비컴) - 프로듀서, 매니지먼트(서울, 4월 18일~20일) - 배성혁(성우이벤트) - 매니지먼트(대구, 4월 27일) - 안태영(한빛기획) - 매니지먼트(부산, 5월 24일) - 김용남(예향기획) - 매니지먼트(전주, 5월 11일) - 한봉수(프로암) - 매니지먼트(서울, 5월 18일) - 성지훈 - 음향 감독 - 정의종, 김도성(Planet of Sound) - PA 팀 - 서유성, 맹태형, 양희생 - 조명(서울) - (주)강산 - 조명(대구) - 부산조명 - 조명(부산) - 한백 - 조명(전주) - 영상무대 - 무대 설치(서울) - 성우, 오페라 - 무대 설치(대구) - 이정무 - 무대 설치(부산) - 예향 - 무대 설치(전주) - 김운환 외(아시아테크) - 레이저 효과 - 정광식 외(SUN 악기) - 악기 세팅 - 강수진, 윤봉운 외(Music Line) - 라이브 녹음 팀 - 김덕수 - 기타 테크니션 - 조병익 - 베이스 테크니션 - 이형진, 이성훈 - 백 스테이지 팀 | 시각 - 전시공 - 디자인 - 전상일, 고영준, 장석미 - 사진 - 류지원, 정유미 - 코디네이터 스탭 - 이유억(유니버설 스튜디오) - 믹싱(R. U. READY? 제외) - 전훈(유니버설 스튜디오) - 마스터링 - Toki Yuzo(Baybridge studio, 도쿄) - 믹싱(R. U. READY?) - Bobby Hata(On Air Ajabu studio, 도쿄) - 마스터링 - 김은석, 김지연 - 녹음 |